# Hermann Rein
Friedrich Hermann Rein (* 8. Februar 1898 in Mitwitz, Oberfranken; † 14. Mai 1953 in Göttingen) war ein deutscher Physiologe und Hochschullehrer.

## Leben
Hermann Rein schloss den Besuch des Gymnasiums in Schweinfurt mit dem Abitur ab. Nach seiner Teilnahme am Ersten Weltkrieg als Marine-Flugzeugführer schloss er sich zunächst dem Freikorps „Eiserne Schar“ an. Rein studierte ab Februar 1919 zunächst Naturwissenschaften (Physik) und bald darauf Medizin an der Universität Würzburg und ab 1921 in München. Er arbeitete am Physiologischen Institut Würzburg bei Maximilian von Frey, wo er 1924 zum Doktor der Medizin promoviert wurde. 1926 folgte in Freiburg im Breisgau seine Habilitation im Fach Physiologie. Noch im gleichen Jahr nahm er eine Professur für Physiologie in Freiburg an und wechselte 1932 als Ordinarius an die Universität Göttingen, machte das weitgehend bedeutungslos gewordene Physiologische Institut zu einer weltweit anerkannten Lehr- und Forschungsstätte und setzte sich als Fürsprecher für seinen „nichtarischen“ Mitarbeiter Rudolf Ehrenberg ein. Schon 1932 war Rein Mitglied der Deutschen Akademie der Naturforscher „Leopoldina“. 1933 wurde er zum ordentlichen Mitglied der Göttinger Akademie der Wissenschaften gewählt.
Zum 11. November 1933 unterzeichnete er das Bekenntnis der Professoren an den deutschen Universitäten und Hochschulen zu Adolf Hitler und dem nationalsozialistischen Staat. Rein trat zwar nicht der NSDAP bei, wurde aber 1934 förderndes Mitglied der SS und schloss sich dem NS-Fliegerkorps an. Seit 1937 war er Direktor des Luftfahrtmedizinischen Forschungsinstituts, das dem Reichsluftfahrtministerium unter Hermann Göring unterstand. Wegen der Doppelbelastung wurde er von der Lehrtätigkeit befreit. Nach Beginn des Zweiten Weltkriegs wurde er Oberkriegsarzt und beratender Physiologe bei der Luftwaffe. Am 18. August 1942 ernannte ihn Adolf Hitler zum außerordentlichen Mitglied des wissenschaftlichen Senats des Heereswesens. Im Oktober 1942 gehörte er zu den Referenten bei der Tagung „Ärztliche Fragen bei Seenot und Winternot“, auf der über die Menschenversuche im KZ Dachau berichtet wurde. 1943 gründete Rein in Göttingen eine Außenstelle des Luftfahrtmedizinisches Forschungsinstitut in Berlin. Zusammen mit Hubertus Strughold, Franz Büchner, Theodor Benzinger und Siegfried Ruff war er einer der Koordinatoren der gesamten luftfahrtmedizinischen Wissenschaft während des Nationalsozialismus. 1944 wurde er in den wissenschaftlichen Beirat des Generalkommissars für das Sanitäts- und Gesundheitswesen, Karl Brandt, aufgenommen. 1942 wurde er zum korrespondierenden Mitglied der Preußischen Akademie der Wissenschaften gewählt.
Nach dem Zweiten Weltkrieg wurde Rein, dem bereits 1945 eine antinationalsozialistische Haltung während des „Dritten Reichs“ bescheinigt worden war, 1946 Rektor der Universität Göttingen und verfasste die Universitätsschrift Die gegenwärtige Situation der Universität. 1952 wurde er Direktor des Max-Planck-Instituts für Medizinische Forschung und Physiologie in Heidelberg. Seit 1949 war er ordentliches Mitglied der Deutschen Akademie der Wissenschaften zu Berlin.
Rein war seit 1936 Verfasser beziehungsweise Mitverfasser des Hochschullehrbuches und Standardwerkes Einführung in die Physiologie des Menschen, in dem alle Bereiche der Physiologie des Menschen ausführlich, detailliert und umfassend dargestellt werden. Inzwischen liegt der Rein-Schneider unter Mitarbeit entsprechender Fachautoren in zahlreichen Neubearbeitungen vor. 1977 erschien die Physiologie des Menschen in einer 19., überarbeiteten Auflage im Springer-Verlag (Berlin, Heidelberg, New York) Herausgeber waren Robert F. Schmidt und Gerhard Thews.
Die Gesellschaft für Mikrozirkulation und Vaskuläre Biologie vergibt einen Hermann-Rein-Preis zum Andenken an Hermann Rein.

## Auszeichnungen und Ehrungen
- 1929 wurde Rein mit dem Adolf-Fick-Preis ausgezeichnet. Dieser gilt als die wichtigste Auszeichnung auf dem Gebiet der deutschsprachigen Physiologie.
- 1943 Cothenius-Medaille der Leopoldina
- Hermann-Rein-Preis für hervorragende Leistungen auf dem Gebiet der experimentellen oder klinischen Forschung in Mikrozirkulation und vaskulärer Biologie, gestiftet von Deutschland GmbH; der Preis ist mit € 2.000,- dotiert
- Hermann-Rein-Straße in Göttingen

## Schriften (Auswahl)
- Die Gleichstrom-Leiter-Eigenschaften und elektromotorischen Kräfte der menschlichen Haut und ihre Auswertung zu Untersuchung von Funktionszuständen des Organes. J. F. Lehmann, München (1926). In: Zeitschrift f. Biol. Bd. 85, S. 195–247; Freiburg i. B., Med. Hab.-Schr., 1926
- Einführung in die Physiologie des Menschen. J. Springer, Berlin 1936. XI, 464 S. m. 366 Abb.
- (und Mitarbeiter): Praktischer Lehrgang der Physiologie. Vandenhoeck & Ruprecht, Göttingen 1942 (3. völlig neu bearb. Auflage)